# Jessica Jones (3.ª temporada)
A terceira e última temporada de Jessica Jones, série de televisão americana baseada na personagem de mesmo nome da Marvel Comics, segue Jones enquanto ela se une a Trish Walker para derrubar um psicopata altamente inteligente até que uma perda devastadora revele ideais conflitantes que os coloca um contra o outro.
Se passa no Universo Cinematográfico Marvel (MCU/UCM), compartilhando continuidade com os filmes e outras séries de televisão da franquia. A temporada foi produzida pela Marvel Television em assiciação com ABC Studios e Tall Girls Productions, Melissa Rosenberg sendo a showrunner.
Krysten Ritter estrela como Jones, com Rachael Taylor, Carrie-Anne Moss, e Eka Darville retornam nessa temporada. Eles são acompanhados por J.R. Ramirez, Mike Colter e David Tennant em participações especiais. A terceira temporada foi encomendada em abril de 2018, um mês após o lançamento da segunda temporada. As filmagens para a temporada começaram no final de junho, com Ritter fazendo sua estreia na direção durante a temporada.
A temporada foi lançada em 14 de junho de 2019 e consiste em 13 episódios. A Netflix cancelou a série em 18 de fevereiro de 2019.

## Episódios
| N.º na série | N.º na temp. | Título                                                  | Dirigido por       | Escrito por                                                                                  | Lançamento          |
| --- | ------------ | ------------------------------------------------------- | ------------------ | -------------------------------------------------------------------------------------------- | ------------------- |
| 27 | 1            | "AKA The Perfect Burger" "O Hambúrguer Perfeito"        | Michael Lehmann    | Melissa Rosenberg                                                                            | 14 de junho de 2019 |
| Jessica Jones voltou a ajudar as pessoas, embora de maneira cínica, começando com o retorno de Cassie Yasden para a mãe do México, para onde seu pai Mitch a levou depois de perder uma batalha pela custódia. Ela fica irritada quando um vídeo dela despachando Mitch se torna viral. Malcolm Ducasse continua trabalhando para Jeri Hogarth, embora ele esteja perturbado com os métodos usados para ajudar um cliente de jogador de beisebol a sair de um incidente de dirigir bêbado, o que resulta em outro acidente que prejudica a carreira do cliente. Hogarth, ainda sofrendo de ELA, pede a Jones que acabe com seu sofrimento, mas ela se recusa. Ela visita uma ex-chama, Kith Lyonne, que é casada com um professor de direito chamado Peter. Dorothy Walker pede a Jones para procurar sua filha Trish, que desapareceu. Jones se recusa a princípio, mas muda de ideia apenas para acalmar Dorothy. Jones descobre que Trish se tornou um vigilante, usando habilidades aprimoradas resultantes do experimento de Karl Malus. Quando Jones intervém no confronto de Trish com um criminoso, Trish rejeita Jones. Jones vai a um bar, onde conhece o charmoso Erik Gelden. Jones e Gelden voltam para o apartamento dela, mas são emboscados por um agressor mascarado, capaz de esfaquear Jones no abdômen com uma faca antes de fugir.                                                           |              |                                                         |                    |                                                                                              |                     |
| 28 | 2            | "AKA You're Welcome" "De Nada"                          | Krysten Ritter     | Hilly Hicks, Jr.                                                                             | 14 de junho de 2019 |
| Em flashback, Trish descobre que ela aprimorou suas habilidades após o assassinato da mãe de Jones, Alisa. Acreditando que ela seria uma heroína melhor que Jones, Trish passa por extenso treinamento físico para se tornar um vigilante. Ela vê Jones na rua e liga para ela, mas Jessica desliga. Trish consegue pegar um ladrão de telefone celular, mas ele e a vítima a reconhecem, convencendo-a a adotar um disfarce. Mais tarde, o ladrão tenta processá-la por ferir seu pescoço. Mais tarde, Malcolm o chantageia para reduzir o custo depois de descobrir que seu filho, que o admira, na verdade não é dele e ameaça contar a verdade. Trish se muda para um apartamento mais barato, para grande desgosto de Dorothy, mas continua aparecendo na televisão. Ela começa a perseguir Andrew Brandt, um homem que colocou sua meia-irmã no hospital sobre uma estátua que lhe foi pedida. Trish vigia seu apartamento antes de atacá-lo, durante o qual Jones aparece no local. No presente, Trish descobre a hospitalização de Jones e a visita. Eles acreditam que Brandt estava por trás do ataque, e Jones agradece sarcasticamente a Trish por lhe dar o nome dele. |              |                                                         |                    |                                                                                              |                     |
| 29 | 3            | "AKA I Have No Spleen" "Não Tenho Baço"                 | Anton Cropper      | Lisa Randolph                                                                                | 14 de junho de 2019 |
| Durante a cirurgia, Jones remove o baço e só pode sair do hospital depois de concordar com as exigências de sua nova assistente Gillian de que ela tome vários medicamentos. Hogarth manda Malcolm desenterrar informações incriminadoras sobre o marido de Kith, Peter, na tentativa de separá-las. Ela se encontra com Kith, e os dois aparentemente retomam o caso. Malcolm planta uma câmera no escritório de Peter e o descobre tendo um encontro com um de seus alunos. No entanto, Kith revela a Hogarth que ela e o marido têm um relacionamento aberto e não se apegam a ela. Jones recebe ajuda de Hogarth para encontrar a estátua de Brandt, mas enquanto brinca com Trish, ela cai na rua por desidratação e Trish foge com suas pistas. No entanto, Jones localiza a estátua depois de confrontar Trish, depois captura e interroga Brandt, descobrindo que seu atacante não era Brandt ou alguém associado a ele e o deixa por Trish. Enquanto Jones se lembra de casa, Erik chega para checá-la, mas Jones repentinamente tem uma epifania e percebe que o atacante estava atrás de Erik. |              |                                                         |                    |                                                                                              |                     |
| 30 | 4            | "AKA Customer Service is Standing By" "Sempre a Postos" | Liesl Tommy        | Jamie King                                                                                   | 14 de junho de 2019 |
| Erik explica que devia dinheiro ao criminoso Sal Blaskowski e tinha uma semana para cumpri-lo. Ele revela que é um empata e pode sentir se alguém fez algo errado, embora isso lhe cause dor. Juntos, Jones e Erik encontram pessoas que ele chantageou e coletam o dinheiro, enquanto também denunciam seus crimes à polícia. Trish pega Blaskowski de Erik e invade o escritório de Malcolm para que ela possa continuar a investigá-la. Malcolm despeja mais sujeira em Peter e descobre que ele tem desviado fundos de bolsas de estudo que foram feitos na memória de sua filha. Hogarth decide não agir ao divulgar essas informações, pois isso arruinaria Peter e Kith. Erik deixa Jones para dar o dinheiro a Blaskowski, mas ela decide afogá-lo por estar atrasado. Trish chega e o resgata, mas acidentalmente esfaqueia Blaskowski, embora ela sobreviva. Jones finalmente encontra seu agressor: Gregory P. Salinger, um serial killer psicopata intelectualmente formidável. Jones sai quando Salinger ameaça divulgar evidências criminais contra ela, e relutantemente pede a ajuda de Trish para capturá-lo. |              |                                                         |                    |                                                                                              |                     |
| 31 | 5            | "AKA I Wish" "Eu Queria..."                             | Mairzee Almas      | J. Holtham                                                                                   | 14 de junho de 2019 |
| Jones e Trish começam a vigiar o apartamento de Salinger. Quando ele sai, Trish invade para coletar evidências, enquanto Jones segue Salinger. Ela descobre que ele estava espionando a irmã de Erik, Brianna, uma prostituta. Jones confronta os dois e percebe que eles estão em perigo e Brianna fica no lugar de Malcolm para proteção, embora isso não dure muito enquanto seu cafetão, Gor, chega e a leva embora. Hogarth muda de ideias e libera as informações sobre Peter, devastando Kith. Incapaz de convencer Kith de que Hogarth os está manipulando, Peter comete suicídio enquanto faz um vídeo de caso contra Hogarth. Jones e Trish continuam discutindo sobre a morte de Alisa, com Gillian insistindo que eles resolvam suas diferenças. Depois, eles usam as evidências que coletaram para localizar Salinger até um vagão de trem abandonado que abriga os corpos que ele coletou. Jones desencadeia uma armadilha de gás e Trish a resgata com os dois admitindo suas falhas pelo argumento de Alisa, enquanto o primeiro fala com a polícia. Mais tarde, Salinger embosca Erik em seu quarto de hotel e o seqüestra. |              |                                                         |                    |                                                                                              |                     |
| 32 | 6            | "AKA Sorry Face" "Cara de Arrependimento"               | Tim Iacofano       | Jesse Harris                                                                                 | 14 de junho de 2019 |
| Salinger começa a torturar Erik e tenta fazê-lo confessar "trair". Enquanto isso, ele descobre as habilidades de empatia de Erik quando ele fica perto dele e ele começa a sangrar profusamente. Jones descobre o sequestro de Erik e obriga Trish a revelar seus poderes a Dorothy, na tentativa de dissuadi-la da luta contra o crime, mas Dorothy abandona com raiva Trish. Malcolm localiza Brianna e bate em Gor, convencendo-a a voltar depois de lhe contar sobre o sequestro de Erik e começa um caso com ela. Hogarth tenta se desculpar com Kith, mas é interrompido por seu filho, que a rejeita. O escândalo faz com que muitos de seus clientes saiam, embora ela consiga manter alguns. No entanto, seu parceiro Benowitz recua e leva Rand Enterprises com ele. Jones e Trish conseguem liderar Salinger e encontrá-lo. Eles resgatam Erik e prendem Salinger. No entanto, Det. Eddy Costa revela que Salinger não será julgado por falta de evidências. Erik não pode testemunhar, pois receberá um ano de prisão por chantagem e sofrerá dores devido a seus poderes. Jones e Erik se confortam. |              |                                                         |                    |                                                                                              |                     |
| 33 | 7            | "AKA The Double Half-Wappinger" "Duplo Meio-Wappinger"  | Larry Teng         | Nancy Won                                                                                    | 14 de junho de 2019 |
| Hogarth se torna o advogado de Salinger, irritando Jones. Salinger então critica as ações de Jones. Jones e Trish acreditam que a morte do irmão de Salinger, Donny, foi sua primeira morte e foi até Wappinger Falls para investigar. O chefe de polícia local Ronnie Velasco se recusa a ajudar Jones, então ela e Trish roubam os arquivos da polícia. Eles acreditam que a morte de Donny foi um acidente, mas descobrem que Salinger tinha um amigo em sua equipe de luta romana chamado Nathan Silva, que desapareceu misteriosamente. Eles visitam os Silvas e descobrem que o corpo de Nathan foi enterrado sob o gazebo todos esses anos, expondo o crime. Malcolm está chateado por Hogarth estar ajudando Salinger, mas sua namorada, Zaya, insiste que faz parte do trabalho deles. Hogarth começa a olhar para o vigilante mascarado, ajudando Jones e descobre que ela está saindo com seus clientes. Zaya analisa imagens de segurança e vê Malcolm interagindo com Trish. Enquanto Trish recebe publicidade como vigilante, Jones e Malcolm enfrentam Salinger na prática de luta livre. Salinger provoca Jessica como alguém que usa força bruta por falta de disciplina e a desafia para uma luta de luta livre. Ela aceita e é atropelada por ele, mas o enerva ao revelar que sabe que ele matou Nathan, e o humilha jogando-o sobre o tapete de luta livre, para os aplausos dos estudantes. |              |                                                         |                    |                                                                                              |                     |
| 34 | 8            | "AKA Camera Friendly" "Amiga da Câmera"                 | Stephen Surjik     | Scott Reynolds                                                                               | 14 de junho de 2019 |
| Jones recebe um vídeo de Salinger provocando seu próximo assassinato. Ela recruta Trish para ajudar a procurar a vítima enquanto entra em contato com Costa para verificar o apartamento de Salinger. Eles encontram um chamariz chamado Joby contratado para vigiar sua casa, então Jones filma a si mesma destruindo os troféus e diplomas de Salinger e envia o vídeo para ele para provocá-lo. Malcolm descobre que Zaya manipulou as imagens de segurança de si mesmo com Trish, embora ela esteja com raiva dele. Mais tarde, Hogarth exige que Trish seja desmascarado pelo público e faça guerra contra vigilantes superpoderosos. Dorothy manda Jones fazer uma entrevista com Thembi Wallace, que consiste principalmente em acusar Salinger e avisar sua próxima vítima. Jones e Trish vão procurar Salinger e acreditam que sua próxima vítima será Mona Lee, da GT Agrochemical. Salinger aparece em seu apartamento, aparentemente limpo de qualquer irregularidade. Depois de escapar dos paparazzi, Jones percebe que Dorothy é a próxima vítima de Salinger. Trish encontra sua mãe assassinada por Salinger, depois corre para o apartamento de Salinger para matá-lo com Jones correndo para detê-la. |              |                                                         |                    |                                                                                              |                     |
| 35 | 9            | "AKA I Did Something Today" "Eu Fiz Algo Hoje"          | Jennifer Getzinger | Lisa Randolph                                                                                | 14 de junho de 2019 |
| Trish fere seriamente Salinger antes que Jones a pare e eles escapem. Ela recebe uma foto da prova do ataque de Trish por um Salinger hospitalizado, que ameaça liberá-lo, a menos que Jones destrua todas as evidências da morte de Nathan. Para salvar Trish, Jones e Erik relutantes forçam um dos associados chantageados de Erik, o policial Carl Nussbaumer, a levá-los ao laboratório forense, onde Jones remove as evidências com sucesso. Trish, no entanto, está chateado com Jones escolhendo-a em vez de Salinger, pois isso significa que ele ficará livre. Hogarth é abordado pelo filho de Kith, Laurent, ajudando-os em um processo contra o ex-defensor Demetri Patseras. Hogarth confronta Kith e admite que ela ainda está apaixonada por ela. Kith depois aceita a ajuda de Hogarth. Malcolm fica limpo com as filmagens, mas afirma que ele a manipulou e desiste. Enquanto observa as imagens não registradas, Hogarth vê que Trish é o vigilante mascarado. Costa visita o apartamento de Jones e diz que ele foi forçado a fazer um sabático por perder as evidências. No dia seguinte, chegam os investigadores e suspeitam que Jones tenha assassinado Nussbaumer. |              |                                                         |                    |                                                                                              |                     |
| 36 | 10           | "AKA Hero Pants" "Bancando o Herói"                     | Sanford Bookstaver | Hilly Hicks, Jr. & Jamie King                                                                | 14 de junho de 2019 |
| Os investigadores não conseguem encontrar nenhuma evidência sobre Jones, mas encontram uma pasta em Nussbaumer que Jones lhes permite levar. Enquanto Trish se prepara para o funeral de Dorothy, ela é abordada pelos investigadores e insiste que Jones é inocente. Jones começa a suspeitar Erik do assassinato. Malcolm pede para se juntar ao Alias Investigations, ao qual Jones aceita; designando-o para examinar os arquivos de Jace Montero. Ele logo termina com Zaya devido ao seu trabalho diferente. Uma sóbria Brianna volta para ficar em sua casa e os dois começam um relacionamento sério. Kith chega a Hogarth sobre Patseras. Ela diz com raiva para parar de usar suas táticas sujas, mas quando Patseras a acusa de fraude, ela aceita sua ajuda para "colorir fora da linha (s)". Jones e Trish relembram Dorothy e participam do funeral. Gillian liga para Jones e informa que a polícia tem um mandado de prisão. Jones percebe que Trish assassinou Nussbaumer e vai embora. Mais tarde, ela tenta seguir Trish, mas de repente é presa. Mais tarde, Erik assiste horrorizado quando Trish ataca e mata Montero em seu escritório de trailers. |              |                                                         |                    |                                                                                              |                     |
| 37 | 11           | "AKA Hellcat" "Felina"                                  | Jennifer Getzinger | Jane Espenson                                                                                | 14 de junho de 2019 |
| Em flashback, Dorothy força Trish a começar a atuar depois que o pai "sai". Através de uma série de planos calculados, Dorothy faz Trish ganhar um papel de liderança cobiçado por uma comédia na ABC, alegando que "deve o mundo". Depois de descobrir sua mãe morta, Trish vai atrás de Salinger, mas é interrompida por Jones, que tenta confortá-la. Ela aborda Erik sobre ajudar na captura de criminosos, e eles vão atrás de Nussbaumer gravando uma confissão. Trish acidentalmente o mata de raiva e as dores de cabeça de Erik desaparecem. Quando Jones é suspeito de assassinar Nussbaumer, Trish e Erik planejam desviar os investigadores, atacando Montero e assumindo a responsabilidade por Nussbaumer. Hogarth aborda Trish com seu conhecimento de suas atividades e pede que ela roube algo de Patseras. É revelado que Erik chamou a polícia de Jones para que ela tivesse um álibi. Trish e Erik enfrentam Montero, mas um Trish enfurecido acaba matando Montero. Matar convencido é mais eficaz, Trish decide ir atrás de Salinger quando as dores de cabeça de Erik retornarem. |              |                                                         |                    |                                                                                              |                     |
| 38 | 12           | "AKA A Lotta Worms" "Muitas Larvas"                     | Sarah Boyd         | Scott Reynolds                                                                               | 14 de junho de 2019 |
| Jones é libertada da custódia da polícia e retorna à Alias Investigations para encontrar Erik se recuperando. Ele diz a ela que Trish agora está matando vítimas intencionalmente e Jones corre para o hospital para salvar Salinger de Trish. Ela o leva para Hogarth, mas ele opta por voltar para seu apartamento e esperar Trish chegar e atacá-lo. Em vez disso, Jones chega para preparar uma armadilha para Trish, que é bem-sucedida. Malcolm e Erik a nocauteiam enquanto Jones rouba a câmera que continha a foto de Trish atacando Salinger. Malcolm Trish acorrentado em seu apartamento enquanto ele a observa. Salinger mais tarde restringe Jones em seu apartamento e começa a torturá-la para fazê-la confessar ser uma "fraude". Quando Salinger menciona matar Dorothy, Jones revela que ela havia gravado sua confissão e subjuga Salinger; deixando-o para a polícia. Com Salinger preso, Jones libera Trish e a encoraja a seguir em frente. No entanto, Trish ainda é dominado por raiva e assassinatos de Salinger enquanto ele está sendo transportado para a prisão. Hogarth, Costa e Jones encontram seu corpo espancado e mutilado em um elevador. |              |                                                         |                    |                                                                                              |                     |
| 39 | 13           | "AKA Everything" "Tudo"                                 | Neasa Hardiman     | História por : Melissa Rosenberg & Nancy Won Roteiro por : Melissa Rosenberg & Lisa Randolph | 14 de junho de 2019 |
| Quando Jones solenemente retorna ao seu apartamento, ela é recebida por Luke Cage, que lhe diz que a coisa mais difícil que ele fez foi enviar seu irmão, Willis Stryker, para o Raft. Sabendo o que ela tem que fazer, Jones decide rastrear Trish. Depois que Trish aborta seu violento confronto com Patseras devido à intervenção de sua filha assustada, Hogarth atrai Trish para sua casa para que Jones possa pegá-la. Quando Trish mantém Kith como refém, Hogarth sai com Trish para ajudá-la a escapar do país. Pouco tempo depois, Jones vaza para a notícia da identidade de Trish como o vigilante mascarado. Jones encontra Trish tentando escapar e a derrota depois que ela tenta esfaqueá-la. Enquanto Trish está sendo processada, percebe-se que ela é o "bandido". Jones dá a Malcolm as chaves para Alias Investigations e vê Trish sendo levado para a Jangada. Kith termina as coisas com Hogarth. Costa se apresenta a Erik e oferece a ele a chance de trabalhar com a polícia. Jones tenta partir para o México, mas depois de ouvir a voz de Kilgrave dizer a ela para deixar todos para trás, Jones muda de ideias e decide ficar em Nova York. |              |                                                         |                    |                                                                                              |                     |

## Elenco e personagens
| - Krysten Ritter como Jessica Jones - Rachael Taylor como Patricia "Trish" Walker - Eka Darville como Malcolm Ducasse - Benjamin Walker como Erik Gelden - Sarita Choudhury como Kith Lyonne - Jeremy Bobb como Gregory Salinger - Tiffany Mack como Zaya Okonjo - Carrie-Anne Moss como Jeri Hogarth | - Rebecca De Mornay como Dorothy Walker - Aneesh Sheth como Gillian - Jessica Frances Dukes como Grace - John Ventimiglia como o detetive Eddy Costa - Rachel McKeon como Char - Jamie Neumann como Brianna "Berry" Gelden | - J. R. Ramirez como Oscar Arocho - Kevin Chacon como Vido Arocho - Tijuana Ricks como Thembi Wallace - Maury Ginsberg como Steven Benowitz - Mike Colter como Luke Cage - David Tennant como Kilgrave (voz) |

## Produção

### Desenvolvimento
Em 12 de abril de 2018, um mês após o lançamento da segunda temporada, a Netflix encomendou uma terceira temporada de Jessica Jones. A temporada consiste em 13 episódios. Scott Reynolds se juntou a Melissa Rosenberg como co-showrunner da temporada.

### Elenco
Com a ordem da temporada, veio a confirmação de que o elenco principal incluiria Krysten Ritter como Jessica Jones, Rachael Taylor como Patricia "Trish" Walker, Eka Darville como Malcolm Ducasse e Carrie-Anne Moss como Jeri Hogarth. Rebecca De Mornay também retorna como Dorothy Walker, enquanto Benjamin Walker, Jeremy Bobb, Sarita Choudhury, Tiffany Mack, Jessica Frances Dukes e Aneesh Sheth se juntaram ao elenco.

### Filmagens
No final de maio de 2018, Ritter estava em treinamento para se preparar para o início das filmagens "muito em breve", que começaria oficialmente no final de junho. Ritter também fez sua estreia na direção durante a temporada.

### Música
Um álbum da trilha sonora da temporada foi lançado pela Hollywood Records e Marvel Music digitalmente em 19 de julho de 2019, com Sean Callery retornando como compositor.
Todas as músicas compostas por Sean Callery.
| N.º            | Título                                | Duração |  |
| 1.             | "Trish in Training"                   | 1:41    |  |
| 2.             | "Malcolm the Hacker"                  | 2:15    |  |
| 3.             | "Trish Trying on Costumes"            | 1:55    |  |
| 4.             | "Sallinger's Theme"                   | 2:59    |  |
| 5.             | "Searching for Mona"                  | 2:50    |  |
| 6.             | "I Just Want a Name"                  | 2:31    |  |
| 7.             | "Snooping Around the Gallery"         | 2:28    |  |
| 8.             | "Jessica Spies Trish Stalking Brandt" | 2:53    |  |
| 9.             | "Kith's Love Theme for Jeri"          | 2:44    |  |
| 10.            | "Jessica Trapped in the Tank"         | 2:40    |  |
| 11.            | "Finding Dorothy"                     | 4:33    |  |
| 12.            | "Jessica and Erik"                    | 2:46    |  |
| 13.            | "Hogarth's Press Conference"          | 1:38    |  |
| 14.            | "Zaya Reaching Out"                   | 1:49    |  |
| 15.            | "Meeting on Sallinger's Turf"         | 3:36    |  |
| 16.            | "Erik Is Rescued"                     | 2:44    |  |
| 17.            | "Trish Is Taken Down"                 | 4:06    |  |
| 18.            | "Streetwise Sallinger"                | 2:10    |  |
| 19.            | "Arrested While Following Trish"      | 4:50    |  |
| 20.            | "Wrestling Match"                     | 2:49    |  |
| 21.            | "Goodbyes at the Pier"                | 1:53    |  |
| Duração total: | Duração total:                        | 57:51   |  |

## Lançamento
A terceira e última temporada de Jessica Jones foi lançada em 14 de junho de 2019.

## Recepção da crítica
No Rotten Tomatoes, a temporada tem uma classificação de aprovação de 74% com uma classificação média de 6.54 / 10, com base em 38 avaliações. O consenso crítico do site diz: "Mesmo que não seja o final mais satisfatório para toda uma era da televisão da Marvel, o capítulo final de Jessica Jones termina forte, dando a sua heroína complicada o espaço para mudar - e Krysten Ritter é a última chance de trabalhar seu sarcástico. mágica." O Metacritic, que usa uma média ponderada, atribuiu à temporada uma pontuação de 64 de 100 com base em 6 críticas, indicando "revisões geralmente favoráveis".